# Fildžan viška
Fildžan viška peti je studijski album bosanskohercegovačke rock skupine Zabranjeno pušenje objavljen 1997. godine u izdanjima Dallas Recordsa i Nimfa Sounda.

## Popis pjesama
Izvori: Discogs
| 1.    | »Halid umjesto Halida«    | Davor Sučić              | Sučić           | 5:23 |
| 2.    | »Pubertet«                | Sučić, Mirko Srdić       | Jurica Paunović | 4:25 |
| 3.    | »Mile Hašišar«            | Sučić                    | Sučić           | 3:55 |
| 4.    | »Možeš imat' moje tijelo« | Sučić, Srdić             | Sučić           | 4:51 |
| 5.    | »Fildžan viška«           | Sučić, Bruce Springsteen |                 | 4:25 |
| 6.    | »Pismo Elvisu«            | Sučić                    | Sučić           | 2:15 |
| 7.    | »Oprosti mi, pape«        | Sučić, Zdenko Runjić     | Sučić           | 6:21 |
| 8.    | »Test za dženet«          | Sučić                    | Sučić           | 4:03 |
| 9.    | »Hajle Selasije«          | Sučić, Srdić             | Sučić           | 3:56 |
| 10.   | »Balada o Gigi Bosniću«   | Sučić                    | Sučić           | 4:58 |
| 11.   | »Kad dernek utihne«       | Sučić                    | Sučić           | 4:10 |
| 12.   | »Otpor, Stoko!«           | Sučić                    | Sučić           | 3:29 |
| 56:08 |                           |                          |                 |      |

## Izvođači i osoblje
Preneseno s omota albuma.
Zabranjeno pušenje
- Davor Sučić – vokal, gitara, prateći vokal
- Samir Ćeramida – bas-gitara
- Đani Pervan – bubnjevi, prateći vokal
- Mirko Srdić – vokal, prateći vokal
- Marin Gradac – trombon, vokal, prateći vokal
- Sead Kovo – električna gitara, ritam gitara
- Dušan Vranić – klavijature, prateći vokal

Produkcija
- Davor Sučić – produkcija, miksanje
- Zlaja Hadžić "Jeff" – produkcija, snimanje, mastering, audio mix (Rent-A-Cow Studio u Amsterdamu, Nizozemska)
- Denis Mujadžić "Denyken" – produkcija, miksanje
- Maarten de Boer – inženjering zvuka, mastering (The Masters u Bonteboku, Nizozemska)
- Aco Razbornik – audio mix (Studio Tivoli u Ljubljani, Slovenija)
- Predrag Bobić – izvršna produkcija
- Mirko Srdić – izvršna produkcija

Dizajn
- Albino Uršić "Bino" – dizajn
- Boris Kuk "Boro" – dizajn
- Mio Vesović – fotografija
- Darije Petković – fotografija
- Boris Berc – fotografija